# パンケヌーシ岳
パンケヌーシ岳（パンケヌーシだけ）は、北海道の上川郡清水町と沙流郡日高町の2町にまたがる標高1,746mの山である。

## 概要
日高山脈北部に位置する山で、南東方向に約1.2kmほど離れたところには芽室岳がある。両方とも端正な山容が特徴的で、十勝平野北部からは芽室岳とパンケヌーシ岳の山容が目立つ。
三角点は設置されていないほか、地形図に山名は書かれていない。
山名は西側を流れる沙流川支流のパンケヌーシ川からついたもので、アイヌ語で「パンケ・ヌー・ウシ（下流の・いつも漁獲の多い所）」と呼ばれていた。芽室岳と距離が近いことから西峰と言われることがある。また西北西方向は似た山名でペンケヌーシ岳がある。

## 登山
芽室岳・パンケヌーシ岳への登山道が整備されている。日帰り登山が可能なため日高山脈の中でも人気の山である。
オマベツ林道から登山口へ向かう。林道には牧場の牛の脱走防止や銃による狩猟の立ち入り禁止のために3つのゲートが設置されているが、車での通行は可能である。ゲートは開けたら必ず閉めるよう呼びかけている。同林道・登山道は2016年に起きた台風により通行止めとなり、登山客が激減してしまったが、2022年に地元の山岳会や行政の尽力によって再開通し、登山客数は増加した。
芽室川出合には山小屋芽室岳が設置されていたが、台風被害により現在は閉鎖されている。山小屋から登山道となり、尾根に取り付いて標高1690m峰で日高山脈主脈に入り、南東方向に約600mほど登れば芽室岳の山頂に至る。反対方向には芽室岳が聳えており、標高1690m峰からの距離が近いため、パンケヌーシ岳は芽室岳のついでに登られることが多い。